# Friedrich Kiel
Friedrich Kiel (ur. 7 października 1821 w Puderbach, zm. 13 września 1885 w Berlinie) – niemiecki kompozytor i pedagog.

## Życiorys
Był synem nauczyciela, pierwsze lekcje muzyki pobierał od ojca. W 1827 roku rodzina Kielów przeprowadziła się do Bad Berleburg, gdzie przejawiającego zdolności Friedricha objął swoim mecenatem książę Karol Sayn-Wittgenstein-Berleburg. Później Friedrich Kiel studiował w Coburgu u Caspara Kummera. W 1840 roku wrócił do dwór księcia Karola, gdzie został koncertmistrzem orkiestry dworskiej. W latach 1842−1845 był uczniem Siegfrieda Dehna w Berlinie. Następnie pracował jako nauczyciel gry na fortepianie. Od 1865 roku był członkiem berlińskiej Akademie der Künste, w której od 1882 roku prowadził mistrzowską klasę kompozycji. W latach 1866−1870 wykładał w berlińskim Konserwatorium Sterna, następnie w Hochschule für Musik. Jego uczniami byli m.in. Zygmunt Noskowski i Ignacy Jan Paderewski.
W 1979 roku powstało Friedrich-Kiel-Gesellschaft, zajmujące się propagowaniem twórczości kompozytora.

## Odznaczenia
- Order Orła Czerwonego IV Klasy (Królestwo Prus – 1872)[3]
- Krzyż Kawalerski II Klasy Orderu Ernestyńskiego (Księstwo Saksonii-Altenburga – 1876)[3]
- Krzyż Kawalerski I Klasy Orderu Alberta (Królestwo Saksonii – 1879)[3]

## Twórczość
W swojej twórczości wokalno-instrumentalnej nawiązywał do osiągnięć J.S. Bacha i Händla, w muzyce kameralnej ulegał wpływom Brahmsa, przejawiającym się w skłonności do wykorzystywania tematów ludowych i ich wariacyjnego przekształcania. Jego twórczość, z powodu konserwatywnego charakteru, szybko popadła w zapomnienie.
Skomponował m.in. Uwerturę na orkiestrę, Koncert fortepianowy, 7 triów fortepianowych, 2 kwartety fortepianowe, 2 kwartety smyczkowe, 2 kwintety fortepianowe, 2 Requiem, Missa solemnis, Te Deum, oratoria Christus i Der Stern von Bethlehem.